# 강경구
강경구(姜慶求, 1947년 3월 10일 ~ )는 대한민국의 경기도 김포시장을 지낸 행정가 겸 정치가이다. 본관은 진주(晋州).

## 학력
- 1960년 하성초등학교 졸업
- 1963년 통진중학교 졸업
- 1966년 인천고등학교 졸업
- 1985년 5년제 한국방송통신대학교 행정학과 중퇴

## 경력
- 2001년 경기도 김포시청 자치행정국 국장
- 2004년 경기도 김포시설관리공단 이사장
- 2006년 제3대 경기도 김포시 시장(당속: 한나라당 → 무소속)
- 2007년 한나라당 탈당
- 2010년 경기도 김포시 시장 직위 퇴임

## 역대 선거 결과
|  | 45.90% |

|  | 38.45% |

## 참고 자료
- Daum 데이터 사전
- 네이버 데이터